# Vomitory
Vomitory – szwedzka grupa muzyczna grająca death metal, założona w 1989 roku w Karlstad.

## Historia
Opracowano na podstawie materiału źródłowego.

### Początki (1989–1995)
Vomitory założyli w Karlstad w 1989 roku Urban Gustafsson i Ronnie Olson. Pierwsze demo, nagrane przez zespół w składzie: Tobias Gustafsson, Ulf Dalegren, Ronnie Olson, Bengt Sund i Urban Gustafsson, ukazało się w maju 1992 roku na kasecie magnetofonowej i zostało wyprodukowane przez Björna Kjellgrena. W czerwcu 1993 roku Witchhunt Records wydało singel Moribund, na którym znalazły się dwa utwory ("Moribund" i "Dark Grey Epoch"). W tym samym roku ukazało się kolejne demo Promo '93, zaś w roku 1994 demo Through Sepulchral Shadows.

### Raped in Their Own Blood (1996–1998)
W listopadzie 1996 roku miał premierę pierwszy album studyjny Vomitory Raped in Their Own Blood, nagrany w składzie: Ronnie Olson, Ulf Dalegren, Urban Gustafsson, Tomas Bergqvist, Tobias Gustafsson, a wydany przez holenderską wytwórnię Fadeless Records.

### Redemption (1999–2000)
W 1999 roku nakładem Hangnail Productions ukazał się split z zespołem Murder Corporation, jak również wydany przez Vomitory z okazji 10-lecia istnienia zespołu Anniversary Picture Disc, na którym znalazły się m.in. covery Napalm Death "Extremity Retained" oraz Sodom "Christ Passion". W tym samym roku, 23 listopada, miał premierę drugi album studyjny Redemption. 

### Revelation Nausea (2001)
Pierwszym albumem Vomitory wydanym przez Metal Blade Records jest Revelation Nausea, który ukazał się 20 marca 2001 roku, i jest to zarazem pierwszy album nagrany z Erikiem Rundqvistem w roli wokalisty. Pod koniec 2001 roku zespół wziął udział w europejskiej trasie X-Mass Fest z grupami Cannibal Corpse, Kreator, Marduk, Nile, Dark Funeral i Krisiun.

### Blood Rapture (2002–2003)
Czwarty album studyjny Blood Rapture miał premierę 21 maja 2002 roku. Został nagrany w listopadzie 2001 roku w studiu Berno i wyprodukowany przez Henrika Larssona. W 2002 roku w ramach promocji albumu zespół wziął udział w trasie z grupami Amon Amarth i Callenish Circle, w sierpniu po raz pierwszy wystąpił na festiwalu Wacken Open Air, zaś w październiku wziął udział w 10-dniowej trasie Thrash'em All Festival w Polsce z grupami Monstrosity, Trauma, Sceptic, Lost Soul, Dissenter i Contempt.
W grudniu 2003 roku zespół rozpoczął nagrywanie piątego albumu studyjnego w Studio Kuling w Örebro, ponownie decydując się na współpracę z Henrikiem Larssonem.

### Primal Massacre (2004–2006)
Album Primal Massacre ukazał się 20 kwietnia 2004 roku. W tym samym miesiącu zespół wziął udział w europejskiej trasie No Mercy Festivals z grupami Cannibal Corpse, Hypocrisy, Carpathian Forest, Spawn of Possession, Exhumed i Kataklysm, w maju wystąpił na festiwalu Fuck the Commerce, natomiast w sierpniu na Party.San Open Air i Summer Breeze Open Air.
W październiku 2005 roku z Vomitory odszedł Ulf Dalegren, na którego miejsce w grudniu przyjęto Petera Östlunda.
W lipcu 2006 roku zespół wystąpił w Holandii na festiwalu Stonehenge, zaś w grudniu przystąpił do nagrywania kolejnego albumu w Leon Music Studios z pomocą producenta Rikarda Löfgrena.

### Terrorize Brutalize Sodomize (2007–2008)
Album Terrorize Brutalize Sodomize miał premierę 20 kwietnia 2007 roku w Niemczech, Austrii i Szwajcarii, zaś 23 kwietnia w pozostałych krajach Europy. Została wydana również limitowana edycja tej płyty z DVD zawierającym zapis koncertów z 2004 roku ze Strasbourga i z festiwalu Summer Breeze. W 2007 roku zespół wystąpił na kilku festiwalach: Maryland Deathfest w Stanach Zjednoczonych, Sweden Rock Festival w Sölvesborg (Szwecja), With Full Force w Löbnitz (Niemcy).

### Carnage Euphoria (2009–)

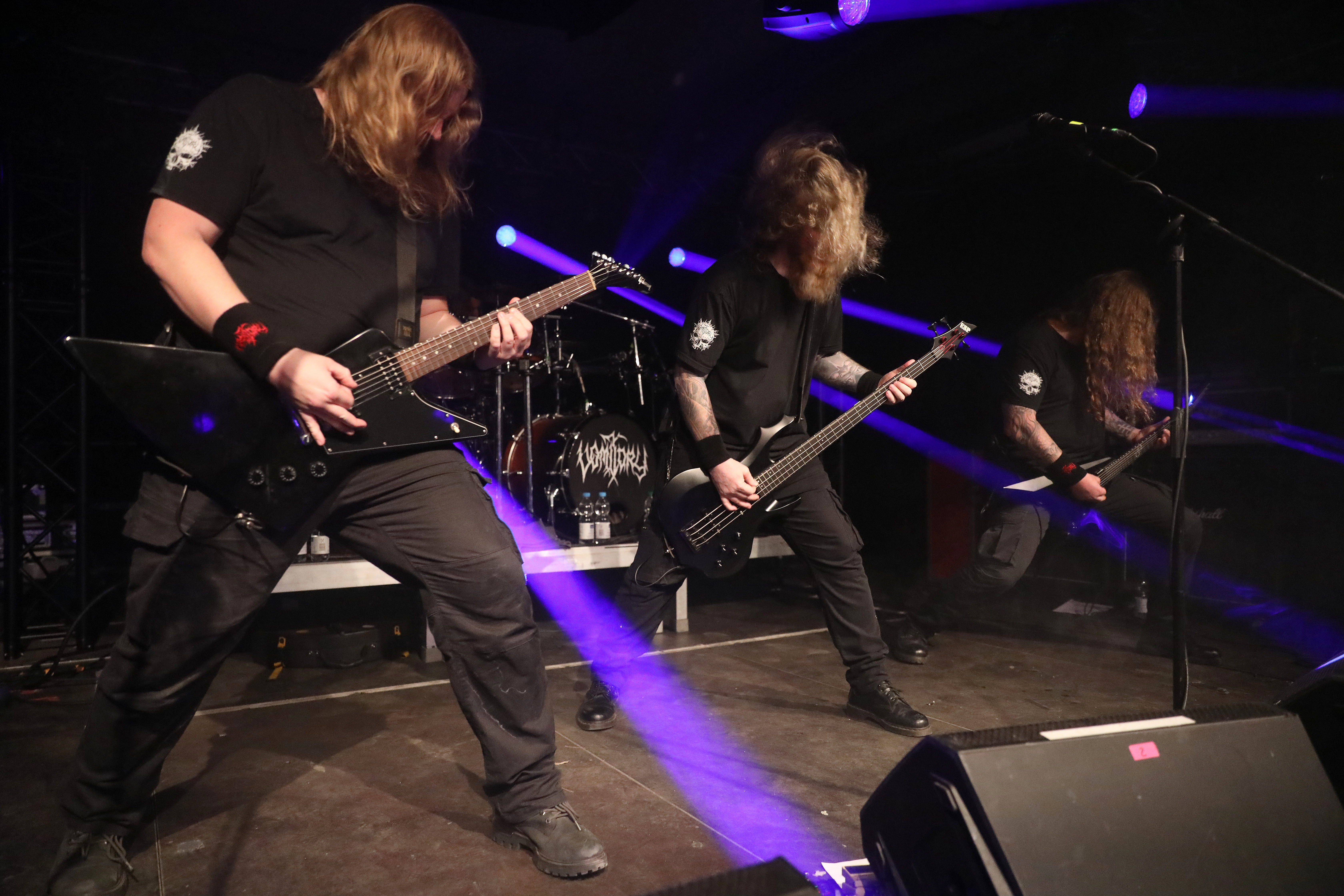
Vomitory, 2023

Kolejny album studyjny Carnage Euphoria ukazał się w maju 2009 roku. Limitowana edycja tej płyty poszerzona była o DVD z filmem Dead & Drunk For 20 Years, zawierającym wybrane występy Vomitory z lat 1990–2008. W sierpniu zespół wystąpił na festiwalach Brutal Assault w Czechach i Summer Breeze, natomiast 23 września zagrał w Krakowie w klubie Loch Ness z Malevolent Creation.

## Muzycy
Opracowano na podstawie materiału źródłowego.

### Ostatni skład zespołu
- Erik Rundqvist – śpiew, gitara basowa (1996–2013)
- Tobias Gustafsson – perkusja (1990–2013)
- Peter Östlund – gitara (2005–2013)
- Urban Gustafsson – gitara (1989–2013)

### Byli członkowie zespołu
- Ulf Dalegren – gitara (1991–2005)
- Jussi Linna – śpiew (1996–1999)
- Thomas Bergqvist – gitara basowa (1993–1996)
- Bengt Sund – gitara basowa (1990–1993)
- Ronnie Olson – śpiew, gitara basowa (1989–1996)

### Gościnna współpraca
- Lord K. Philipsson – gitara podczas koncertów (2005)

## Dyskografia

### Albumy studyjne
- Raped in Their Own Blood (1996)
- Redemption (1999)
- Revelation Nausea (2001)
- Blood Rapture (2002)
- Primal Massacre (2004)
- Terrorize Brutalize Sodomize (2007)
- Carnage Euphoria (2009)
- Opus Mortis VIII (2011)

### Minialbumy
- Anniversary Picture Disc (1999)

### Single
- Moribund (1993)

### Splity
- Murder Corporation/Vomitory (1999)

### Dema
- Demo (1992)
- Promo '93 (1993)
- Through Sepulchral Shadows (1994)

## Nagrody i wyróżnienia
| Rok  | Kategoria                                     | Nagroda                 | Uwagi     |
| ---- | --------------------------------------------- | ----------------------- | --------- |
| 2010 | The Best Death Metal Album (Carnage Euphoria) | Metal Storm Awards 2009 | 7 miejsce |